# Methanosphaera
A Methanosphaera a Methanobacteriaceae családba tartozó Archaea nem. Az archeák – ősbaktériumok – egysejtű, sejtmag nélküli prokarióta szervezetek.

### Tudományos folyóiratok
- (2006. január 1.) „The Genome Sequence of Methanosphaera stadtmanae Reveals Why This Human Intestinal Archaeon Is Restricted to Methanol and H2 for Methane Formation and ATP Synthesis”. Journal of Bacteriology 188 (2), 642–658. o. DOI:10.1128/jb.188.2.642-658.2006.
- Miller TL (1985). „Methanosphaera stadtmaniae gen. nov., sp. nov.: a species that forms methane by reducing methanol with hydrogen”. Arch. Microbiol. 141 (2), 116–122. o. DOI:10.1007/BF00423270. PMID 3994486.
- (2014. február 3.) „Increased Prevalence of Methanosphaera stadtmanae in Inflammatory Bowel Diseases”. PLOS ONE.
- (2014. június 10.) „The Intestinal Archaea Methanosphaera stadtmanae and Methanobrevibacter smithii Activate Human Dendritic Cells”. PLoS One 9 (6), Article No.: e99411. o. DOI:10.1371/journal.pone.0099411.

### Tudományos adatbázisok
- Methanosphaera PubMed hivatkozásai
- Methanosphaera PubMed Central hivatkozásai
- Methanosphaera Google Scholar hivatkozásai